# Morata de Tajuña
Morata de Tajuña è un comune spagnolo di 7 960 abitanti (2022) situato nella comunità autonoma di Madrid.